# Poecilognathus unimaculata
Poecilognathus unimaculata är en tvåvingeart som först beskrevs av Daniel William Coquillett 1904.  Poecilognathus unimaculata ingår i släktet Poecilognathus och familjen svävflugor. Inga underarter finns listade i Catalogue of Life.